# Premi Notari de l'Humor
El Premi Notari de l'Humor és un dels premis importants que, al País Valencià reconeix la tasca dels professionals de l'humor gràfic. Es lliura a la Universitat d'Alacant i s'organitza juntament a la Mostra d'Humor Social que se celebra anualment en aquesta universitat, juntament amb l'Associació Internacional d'Humoristes Gràfics FECO-Espanya.
La Mostra d'Humor social, iniciativa del Secretariat de Cultura de la Universitat d'Alacant, amb Gabio Ponce i l'humorista Enrique al capdavant, va néixer durant el curs 2000/2001. El Premi va ser creat el 2003, i en cada edició es reconeix a dos professionals de l'humor gràfic, un amb el perfil de reconeixement a una llarga i fructífera trajectòria artística, i l'altre com a premi a la millor tasca en el camp de l'humor gràfic a el cicle anual.
Els premis Notari de l'Humor, en l'actualitat, els lliura el Vicerectorat d'Extensió Universitària de la UA, amb la col·laboració de FECO Espanya i la Fundació Peláez del Castillo. Als guardonats se'ls imposa una banda honorífica, amb el reconeixement acadèmic per part de la Universitat d'Alacant de la contribució dels premiats al camp de l'humor, i se'ls fa entrega d'una figura en forma de ninot abraçat a un gran llapis, dissenyat per l'humorista Ortifus, mestre humorista i alhora, mestre faller.

## Guardonats
- 2003: Arturo Rojas de la Cámara i Harca (Juli Sanchis)
- 2004: El Keto (Daniel A. Traver) i Santiago Almarza
- 2005: Enrique Cerdán i Peridis (José María Pérez)
- 2006: Juan José Carbó i Xaquin Marín
- 2007: Edu (Eduardo Ibáñez) i Sex (María José Mosqueira)
- 2008: Francisco Ibáñez i Revista El Jueves
- 2009: Olmo (Luis del Olmo) i Enrique (Enrique Pérez)
- 2010: José Sanchís i Kim (Joaquim Aubert)
- 2011: Fernando Puig Rosado i José Lanzón[5]
- 2012: Forges (Antonio Fraguas de Pablo)[6]
- 2013: Man (Manuel Sánchez Baena)
- 2014: Alfonso Ortuño i Jesús Zulet
- 2015: Ortifus (Antoni Ortiz Fuster) i Kap (Jaume Capdevila)